# Chalcosoma
Genre
Chalcosoma est un genre de grands coléoptères, parmi les plus grands des scarabées-rhinocéros que l'on trouve dans le Sud-Est asiatique.

## Description
Ce genre est caractérisé par des espèces possédant chez les mâles deux longues cornes thoraciques sur le pronotum et une autre corne céphalique épaisse et puissante, également chitineuse, au milieu du devant de la tête. Leur couleur varie du brun foncé au noir profond et ils atteignent parfois les 13 centimètres.

## Espèces
- Chalcosoma atlas Linnaeus, 1758
- Chalcosoma caucasus Fabricius, 1801 (synonyme de Chalcosoma janssensi et Chalcosoma chiron)
- Chalcosoma engganensis Nagai, 2004
- Chalcosoma moellenkampi Kolbe, 1900